# THE ATLAS
『THE ATLAS』 （ジ・アトラス、またはアトラス）は大航海時代を舞台とした シミュレーションゲーム。開発はアートディンク。発売は1991年8月。プラットフォームはPC-9801、FM-TOWNS、DOS/V他。PCエンジン版は1994年3月4日、発売。スーパーファミコン版は1995年3月24日、パック・イン・ビデオより発売。2000年9月にはWindowsに移植される。続編にTHE ATLAS II、Neo ATLASシリーズなど。2009年4月26日にアートディンクから「THE ATLAS」と「THE ATLAS II」を同梱したレジェンドパックが発売された。2007年5月15日からはPC-9801『THE ATLAS』が、同年6月5日にはPC-9801『THE ATLAS II』が、2020年2月18日からはPCエンジン『THE ATLAS』が、それぞれプロジェクトEGGにて配信されている。

## 概要
THE ATLASは大航海時代ヨーロッパ中心の視点から、世界に関する情報を集めて世界地図の完成を目指す。THE ATLASが独特なのは、プレイヤーが直接世界の発見に関与する事ができず、それを請け負う冒険家に全てが一任されている点である。プレイヤーに提示されるのは冒険家の持ち帰った情報の結果として作られる世界地図だけであり、全てはその地図上で指示される間接的なものである。
後の続篇Neo ATLASとは異なり、THE ATLASのインターフェースはマウスでずらすと地図の範囲が移動するというもので、文字通り「机上の幻想」に特化している。新たな冒険の指示も「地図上に線を引く」形で行われ、いっさい具体的な要素に触れる事ができない。
幻想性を強化するのが持ち帰られる情報の不定性である。世界地図は、基本的に現実の地球に近い形をしているが、冒険家の報告次第では存在する筈の海岸線がなかったり、大陸が島に分断していたりと、少しずつ現実とズレを生じていく。プレイヤーにはこれを「信じる」「信じない」という選択肢が与えられ、信じたものだけが世界の真実となっていくというコンセプトが基礎となっている。このため、実際の地球上よりも陸地面積が広くなることも、またその逆もあり得る。
地図上には不思議な生命体や未開文化が分布しており、発見された怪奇は世界事典に記載されていく。これらの情報は全て計算で合成された偶然の真実であり、最終的にプレイヤーはそれら虚構で構成された不思議な世界像を得る事になる。実際にはあり得ない怪異や現象もみられる。
探検航海により育成した提督が年数経過と共に引退し、かわって別の提督が雇用可能となる。早期に優秀な提督を雇用・育成することが円滑なゲーム進行上、必要不可欠であるが、若く未熟な提督に経験を積ませ、引退による影響を抑えることも求められる。尚、各提督には能力パラメーターだけでなく性格が設定されており、「極めて優秀だが不運」、「能力的に劣るが勇敢」といった特徴を持つ。提督の性格は航海報告で確認できる。
ゲーム内の年数経過に伴い技術面の向上から新たな船舶が購入可能になるのも特色の一つであり、積載量や船速、航続距離が向上することで貿易・探検航海に影響を及ぼす。
戦争や疫病といった要素が盛り込まれており、戦争では地域の安定が失われるかわりに特需を生み、疫病は交易を通じて伝染し住民数の減少や貿易船の喪失といった深刻な悪影響をもたらす。

## 技術面
冒険家の名称、特性、各地の特産物に至るまで、ありとあらゆる情報は適当な組み合わせで合成され、全く同じ世界が二度と登場しない。また地形図がフラクタルによって完全ランダム合成されるのも特徴である。

## 各作品

### THE ATLAS
舞台は15世紀。プレイヤーはポルトガル王の命により世界地図の作成をめざす。プレイヤーが直接航海に出るのではなく、提督（冒険家）を雇い、帆船を購入して探検航海に送り、その報告によって海岸線を確定し、地図を少しずつ作成していく。開始当初は王よりの資金援助があるが、前年の進捗状況によってその援助額は上下し、進みが悪いと5年をもって援助を打ち切られるので、発見した都市間で貿易航路を開き、資金を増やすことも重要なテーマである。提督からの報告によって作成される地図はその都度変化するため、現実の世界地図と大きく異なることもある。中には現実にはない陸地（ムー大陸など）を出現させなければ発見できない特産品もあるという。世界地図の作成に伴い、街や特産品、不思議現象、動物、事件現場などを記した百科事典が自動編纂される。また、ゲーム内で聖牛イヴラークの謎を解き「イヴラークの骨」と呼ばれる宝物を発見すると、メイプルリーフ金貨を実際にプレゼントするキャンペーンも行われていた。

### THE ATLAS II
舞台は16世紀。「THE ATLAS」の続編。基本システムは前作から踏襲されている。「世界地図」をつくった父の跡を継ぎ、今度はその息子が内陸の探検へと旅立つストーリー。ソフトに初めから用意された世界を探検することもできるが、「THE ATLAS」のデータを引き継いで、自分オリジナルの世界地図を探検することが可能である（「THE ATLAS」を完全にクリアしていなくても、未確定部分の地図が自動作成されるため、同様に遊ぶことができる）。交易面では都市間の陸上輸送が可能となっており、新たに発見した内陸部の都市や前作で発見しながら外海に面していないために利用できなかった都市から海沿いの都市に特産品を輸送することで交易が可能となる。
データの引き継ぎを行った場合、父が発見した宝物は王様に献上済みとなっており、時を経て商人たちの手に渡っているものもあり、それを再び収集することも目的のひとつである。今作では「アイオロスの神殿」を探すことが目的となっており、黄道十二星座の名を関する各神殿で謎を解くことになる。